# Бабаев, Муса Магомед оглы
Муса Магомед оглы Бабаев (азерб. Musa Məhəmməd oğlu Babayev; 22 марта 1926 — 1988) — советский борец вольного стиля, многократный чемпион СССР. Стал заниматься борьбой в 1943 году. Мастер спорта СССР (1950). Участник 8 чемпионатов страны. Судья всесоюзной категории (1967). Тренировался под руководством Рза Бахшалиева. Выступал в наилегчайшей весовой категории (до 52 кг).

## Спортивные результаты
- Чемпионат СССР по вольной борьбе 1949 года — ;
- Чемпионат СССР по вольной борьбе 1950 года — ;
- Чемпионат СССР по вольной борьбе 1951 года — ;
- Чемпионат СССР по вольной борьбе 1952 года — ;